# Violeta (álbum de Terno Rei)
Violeta é o terceiro álbum de estúdio da banda de rock alternativo brasileira Terno Rei, lançado no dia 01 de fevereiro de 2019 pela Balaclava Records.
O álbum possui uma sonoridade mais pop do que em trabalhos anteriores da banda, com maior presença de sintetizadores, guitarras leves e um notado apuro de conceito músico-visual. A elegante e atraente atmosfera proposta pelo disco agradou a crítica e representou um divisor de águas na carreira do grupo, se tornando responsável por aumentar o leque de fãs da banda e abrir novas oportunidades, além consagrar de vez o Terno Rei como uma das melhores bandas do rock alternativo e indie rock brasileiro.

## Lançamento e promoção
O álbum estava pronto em agosto de 2018 mas devido as eleições presidenciais de 2018, o grupo decidiu adiar o lançamento porque de acordo com baterista Luis Cardoso: (O cenário) estava muito conturbado e achamos que o disco ia passar batido, até porque foi uma eleição bem tensa. Então a gente não quis competir por atenção com grandes eventos assim e resolvemos adiar. Achamos melhor esperar.
A banda embarcou na turnê Violeta Tour, fazendo seu primeiro show no dia 15 de fevereiro de 2019 em São Paulo, no Auditório Ibirapuera, com um cenário que esteticamente lembrou a apresentação gravada pelo Nirvana para o MTV Acústico em 1994, com as flores espalhadas pelo palco e uma névoa de fumaça que se misturava às luzes em tons rosas e roxos, e banhavam a banda espalhada pelo palco.
Desde seu lançamento, o Terno Rei passou por locais e dimensões bastante diversas, de palcos modestos a grandes festivais. Desses eventos maiores, dois desses foram a edição paulistana do tradicional festival Se Rasgum, realizado no dia 13 de março, no Tropical Butantã e a edição de 2019 do Lollapalooza Brasil no qual a banda se apresenta no dia 4 de abril.
A banda se apresentou pela primeira vez em Porto Alegre em 10 de maio, sendo recepcionados de forma positiva pela plateia, que fizeram ecoar as novas composições e aplaudiram energicamente ao fim de cada música. “Estamos aprendendo muito com a tour, principalmente vendo como a reação do público está positiva”, afirma o baterista Luís Cardoso. Entre os dias 3 e 12 de maio, a banda se apresentou em oito cidades do sul do país.
A banda fez um show em Fortaleza no dia 21 de novembro no centro cultural Porto Dragão e estendeu suas apresentações pelo Nordeste pelo resto do mês.
O Terno Rei fez sua última apresentação de 2019 em São Paulo no evento Noite Balaclava da SIM São Paulo, no Cine Jóia, onde performaram em um line-up que incluiam bandas que fazem parte do selo da qual a banda faz parte.

## Recepção
| Críticas profissionais                                                      | Críticas profissionais |
| Avaliações da crítica                                                       | Avaliações da crítica  |
| Fonte                                                                       | Avaliação              |
| --------------------------------------------------------------------------- | ---------------------- |
| Música Instantânea                                                          | 8.8/10                 |
| 80minutos                                                                   | [ 10 ]                 |
| Monkeybuzz                                                                  | 9/10                   |
| Medium                                                                      | [ 12 ]                 |
| Célula Pop                                                                  | [ 13 ]                 |
| Esta tabela precisa de ser acompanhada por texto em prosa. Consulte o guia. |                        |

O álbum recebeu críticas posítivas pela mídia em geral. Cleber Facchi do Música Instantânea comentou: "Conceitualmente maduro quando próximo de tudo aquilo que o grupo paulistano vem produzindo nos últimos anos, Violeta costura três ou mais décadas de referências sem necessariamente perder a própria identidade". Fagner Morais do Music On The Run destacou: "Um dos grandes trunfos do disco é soar muito melódico. Os arranjos funcionam muito bem, por exemplo, na faixa de abertura chamada "Yoko". E as letras foram forjadas em temas universais e são bem fáceis de aprender, então uma identificação acaba acontecendo muito rapidamente por parte do ouvinte".
Marcon do 80minutos elogiou o conteúdo lírico: "Um detalhe do terceiro álbum dos paulistanos é justamente dialogar com as mazelas vividas no dia-a-dia da cidade da garoa. Seus conflitos, seus amores fugazes, seus contornos, rompimentos bruscos, imensidão de acontecimentos e pouco tempo para refletir sobre a vida". André Felipe do Monkeybuzz falou sobre a expansão de gêneros musicais do álbum: "A banda constrói assim uma narrativa de grande amplitude emocional, sem perder qualquer ternura. Violeta – que pode ser uma flor, a cor do céu cantada em Medo ou o nome de uma mulher – tem sempre uma carga afetuosa em primeiro plano, o que torna sua audição ainda mais prazerosa e envolvente". Guilherme Cossich do Medium elogiou a produção, dizendo : "Toda essa receita da banda paulistana resultou em um projeto não somente coeso, mas transcendental. A produção sintetizada cria com sucesso uma etérea e cósmica atmosfera sonora, enquanto o conteúdo lírico que a banda trouxe acerta ao tocar em sensíveis partes da identidade humana (tristeza, solidão, amor, liberdade, medo) e a experiência em sociedade.
Carlos Eduardo do Célula Pop, citou: "Este terceiro disco do quarteto paulistano Terno Rei poderia servir como uma boa síntese do que é o bom rock brasileiro hoje"; além de comentar positivamente sobre o trabalho dos produtores: "É uma espécie de lo-fi em altíssima resolução, se isso é possível". Igor Brunaldi da RollingStone menciona "[o álbum] Cresceu em todos os sentidos, inclusive sonoros. Imponente, o terceiro álbum marca a discografia da banda paulistana pela sua força de transformação.".
Violeta foi considerado um dos melhores álbuns brasileiros de 2019 pela Hits Perdidos, Midsummer Madness, el Cabong, Canal do Rock e Tenho Mais Discos Que Amigos!.
O álbum vendeu muitas cópias de vínil durante a Pandemia de COVID-19 através de merchandising, chegando a terceira prensagem; com uma das edições se esgotando em poucas horas. Os singles Solidão de Volta e Dia Lindo atingiram um grande número de acessos nas plataformas de streaming, se tornando músicas populares e grampos em show da banda.

## Faixas
Todas as faixas escritas e compostas por Ale Sater, Bruno Paschoal, Greg Maya e Luis Cardoso. 
| N.º            | Título             | Compositor(es) | Duração |  |
| 1.             | "Yoko"             |                | 3:45    |  |
| 2.             | "Dia Lindo"        |                | 1:50    |  |
| 3.             | "Solidão de Volta" |                | 2:42    |  |
| 4.             | "93"               |                | 2:36    |  |
| 5.             | "Medo"             |                | 3:14    |  |
| 6.             | "Estava Ali"       |                | 2:43    |  |
| 7.             | "Amor-Perfeito"    |                | 2:46    |  |
| 8.             | "São Paulo"        |                | 2:51    |  |
| 9.             | "Luzes de Natal"   |                | 2:44    |  |
| 10.            | "Roda Gigante"     |                | 2:34    |  |
| 11.            | "Vento na Cara"    |                | 3:28    |  |
| Duração total: | Duração total:     | Duração total: | 31:14   |  |

## Créditos
| Terno Rei - Ale Sater - vocal e baixo - Bruno Paschoal - guitarra, sintetizador - Greg Maya - guitarra, sintetizador - Luis Cardoso - bateria | Gravação - Gustavo Schirmer – Produção - Amadeus de Marchi – engenheiro - Vinicius Braganholo – Mixagem e Masterização Adicional - Samuel Esteves – fotografia - Nina Moreira – modelo |